# Хомстед-Бейс (Флорида)
Хомстед-Бейс (англ. Homestead Base) — статистически обособленная местность, расположенная в округе Майами-Дейд (штат Флорида, США) с населением в 446 человек по статистическим данным переписи 2000 года.

## География
По данным Бюро переписи населения США статистически обособленная местность Хомстед-Бейс имеет общую площадь в 11,4 квадратного километра, водных ресурсов в черте населённого пункта не имеется.

## Демография
По данным переписи населения 2000 года в Хомстед-Бейс проживало 446 человек, 11 семей, насчитывалось 13 домашних хозяйств и 13 жилых домов. Средняя плотность населения составляла около 39,12 человека на один квадратный километр. Расовый состав населённого пункта распределился следующим образом: 48,88 % белых, 39,46 % — чёрных или афроамериканцев, 0,67 % — коренных американцев, 0,90 % — азиатов, 3,59 % — представителей смешанных рас, 6,50 % — других народностей. Испаноговорящие составили 45,52 % от всех жителей статистически обособленной местности.
Из 13 домашних хозяйств в 69,2 % воспитывали детей в возрасте до 18 лет, 76,9 % представляли собой совместно проживающие супружеские пары, в 15,4 % семей женщины проживали без мужей, 7,7 % не имели семей. 7,7 % от общего числа семей на момент переписи жили самостоятельно, при этом среди жителей в возрасте 65 лет отсутствовали одиночки. Средний размер домашнего хозяйства составил 4,85 человека, а средний размер семьи — 5,17 человека.
Население статистически обособленной местности по возрастному диапазону по данным переписи 2000 года распределилось следующим образом: 33,6 % — жители младше 18 лет, 9,4 % — между 18 и 24 годами, 34,5 % — от 25 до 44 лет, 18,2 % — от 45 до 64 лет и 4,3 % — в возрасте 65 лет и старше. Средний возраст жителей составил 29 лет. На каждые 100 женщин в Хомстед-Бейс приходилось 101,8 мужчин, при этом на каждые сто женщин 18 лет и старше приходилось 109,9 мужчин также старше 18 лет.
Средний доход на одно домашнее хозяйство статистически обособленной местности составил 43 750 долларов США, а средний доход на одну семью — 43 750 долларов. При этом мужчины имели средний доход в 6979 долларов США в год против 20 662 доллара среднегодового дохода у женщин. Доход на душу населения статистически обособленной местности составил 43 750 долларов в год. Все семьи имели доход, превышающий уровень бедности, 65,5 % от всей численности населения находилось на момент переписи населения за чертой бедности, при том все жители младше 18 и старше 65 лет имели совокупный доход, превышающий прожиточный минимум.